# Asbjørn Sunde

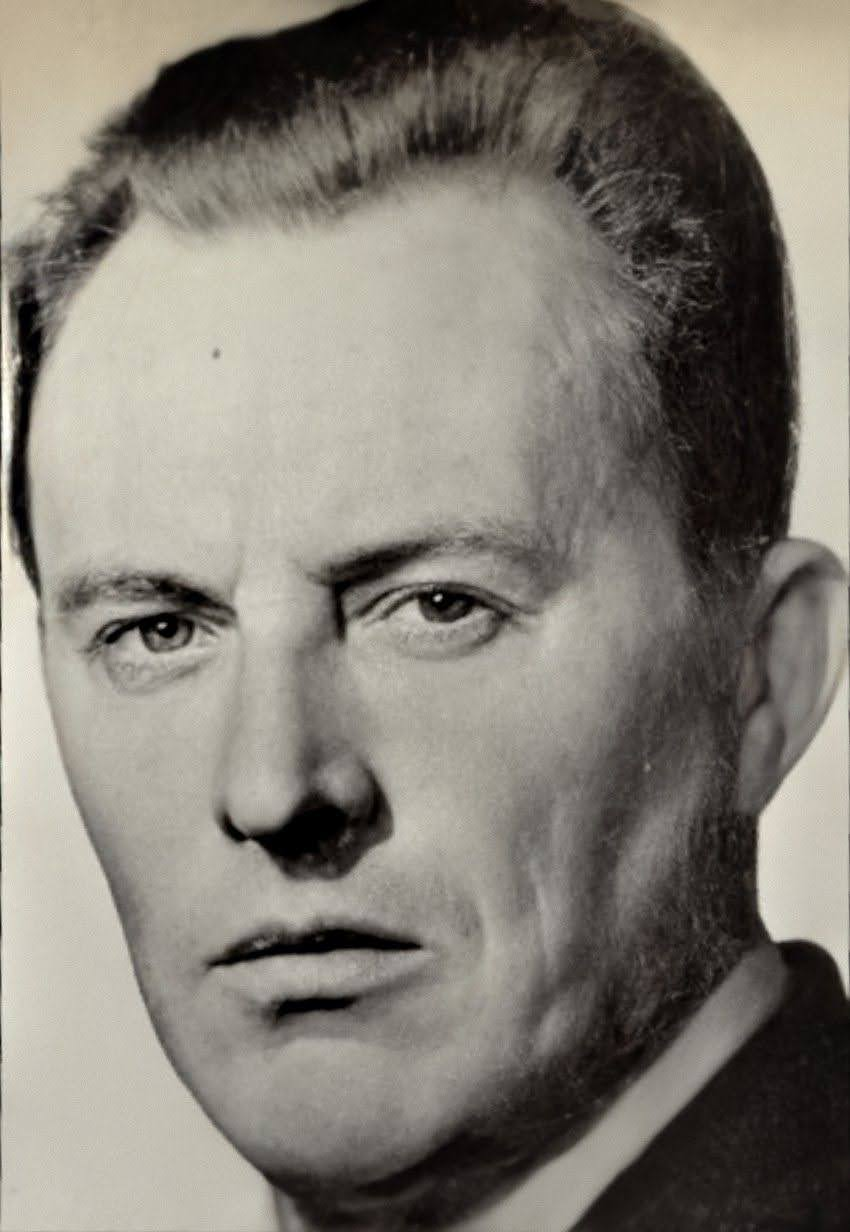
Asbjørn Sunde

Asbjørn Edvin Sunde (* 12. Dezember 1909 in Vikna; † 23. April 1985 in Oslo) war ein norwegischer Seemann, Kommunist und nach dem deutschen Angriff auf die Sowjetunion Widerstandskämpfer gegen die nationalsozialistische Herrschaft in Norwegen. Während des Zweiten Weltkrieges von 1941 bis 1944 war Sunde's Gruppe – die Osvald-Gruppe – an vermutlich über 200 Sabotageaktionen gegen die deutschen Besatzer und deren Kollaborateure beteiligt. Viele der Aktionen standen unter der Führung der norwegischen Exilregierung in London. Der bekannte norwegische Widerstandskämpfer Gunnar Sønsteby unterstützte die Osvald-Gruppe.

## Aktivitäten nach dem Krieg
Nach 1948 begann Asbjørn Sunde sowjetische stay-behind Gruppen in Norwegen aufzubauen. Er unterhielt enge Kontakte zur sowjetischen Botschaft in Oslo. 1954 wurde er zu 8 Jahren Gefängnis wegen Spionage verurteilt. Ziel der von Sunde aufgebauten Organisationen war es, im Kriegsfalle auf die Anweisungen aus Moskau hin, Sabotage-Aktionen in Norwegen durchzuführen. Die Ziele waren Einrichtungen des US-Militärs in Norwegen. Die Gruppen bestanden nicht nur aus Mitgliedern der NKP (Norwegian Communist Party), sondern auch anderen Gleichgesinnten.